# Zazà (ferry)
Le Zazà est un ferry ayant appartenu à la compagnie italienne Moby Lines. Construit aux chantiers ouest-allemands AG Weser Seebeckwerft entre 1981 et 1982 pour la compagnie Olau Line, il portait à l'origine le nom d‘Olau Britannia. Mis en service en mai 1982 sur les lignes entre le Royaume-Uni et les Pays-Bas, il est remplacé en 1990 par le nouvel Olau Britannia et cédé à l'armateur norvégien Fred. Olsen & Co. qui le fait naviguer quelques mois sous le nom de Bayard entre la Norvège et le Danemark avant de le revendre en décembre à la compagnie Color Line qui l'utilisera sur les mêmes lignes sous le nom de Christian IV. En 2008, il est revendu à la société Stella Lines qui l'exploite entre la Finlande et la Russie sous le nom de Julia jusqu'à la fermeture de la ligne en 2009. Après avoir navigué pour le compte de Fastnet Line entre le Royaume-Uni et l'Irlande jusqu'en 2012, il est utilisé comme hôtel flottant par la société britannique C-Bed sous le nom de Wind Perfection. Racheté par Moby Lines fin 2015, il entre en service pour le compte de la compagnie italienne en 2016 sous le nom de Moby Zazà entre Nice et la Corse. Transféré sur les lignes saisonnières entre l'Italie et la Corse en 2017, il reste exploité sur cet axe jusqu'en 2020 avant que les services de Moby Lines ne soient perturbés par la pandémie de Covid-19. Alternant par la suite entre périodes d'immobilisation et utilisation exceptionnelles comme centre de quarantaine pour clandestins, le navire reste employé sur les lignes du groupe Onorato, vers la Corse ou la Sardaigne jusqu'en juin 2022. À compter de cette date, il est d'abord affrété par la compagnie espagnole Baleària qui l'utilise entre l'Espagne, les îles Baléares et l'Algérie jusqu'au mois de novembre puis par la SNAV en mer Adriatique à partir d'avril 2023. Affrété par la compagnie croate Jadrolinija à compter de décembre 2023, il réintègre finalement la flotte de Moby Lines en mai 2024 et dessert Bastia depuis Livourne durant l'été. Employé brièvement entre la Sardaigne et la Corse entre novembre 2024 et mars 2025, il est retiré de la flotte et vendu à la société Atlantis Maritime SA.

## Historique

### Origines et construction
En 1980, la société britannique Olau Line, en faillite, est rachetée par la compagnie allemande TT-Line. Dès lors, le nouvel actionnaire investit directement dans le renouvellement de la flotte et commande aux chantiers Weser Seebeckswerft deux nouvelles unités pour la ligne phare d'Olau entre Sheerness au Royaume-Uni et Flessingue aux Pays-Bas. Le premier navire, baptisé Olau Hollandia est mis sur cale courant 1980 et mis en service l'année suivante. Son sister-ship, l‘Olau Britannia est mis sur cale le 3 juin 1981 et lancé le 5 décembre suivant, il est livré à son armateur le 5 mai 1982 et baptisé le 7 mai par sa marraine Margaret du Royaume-Uni, sœur cadette de la reine Élisabeth II.

### Service

#### Olau Line (1982-1990)

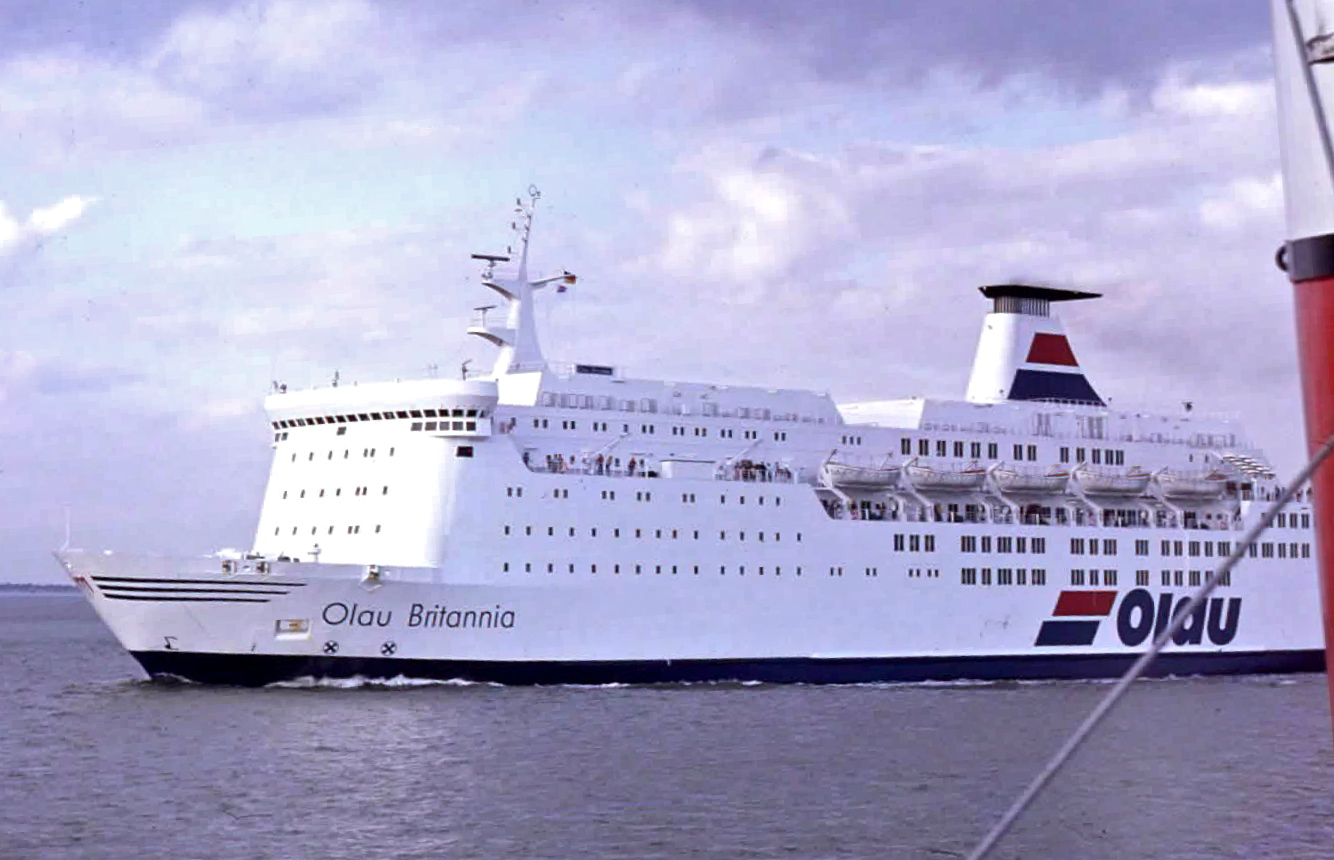
L‘Olau Britannia au large de Sheerness.

L‘Olau Britannia entame son service commercial le 8 mai 1982 entre Sheerness et Flessingue. Le navire connaît son premier incident majeur le 25 août 1984 lorsqu'il entre en collision avec le cargo français Mont Louis dans la Manche.
À la fin des années 1980, Olau commande une seconde paire de navires plus imposants afin de remplacer l‘Olau Britannia et son sister-ship. En prévision de l'arrivée des nouveaux navires, également nommés Olau Hollandia et Olau Britannia, l'ancienne paire est vendue en 1989 à la société suédoise Nordström & Thulin. À la mise en service du nouveau Olau Hollandia, en 1989, son aîné est transféré dans une des sociétés de l'armateur suédois tandis que le Britannia est revendu à l'armateur norvégien Fred. Olsen & Co.. Remplacé en 1990 par le nouveau Olau Britannia, le navire réalise sa dernière traversée pour le compte d'Olau le 21 mai puis rejoint Hambourg où il est livré à son nouveau propriétaire.

#### Fred. Olsen & Co. (1990-1991)
Réceptionné à Hambourg le 22 mai 1990, le navire est rebaptisé Bayard et transformé aux chantiers Blohm + Voss. Il est ensuite mis en service le 21 juin depuis la Norvège vers le Danemark sur la ligne Kristiansand - Hirtshals, puis Oslo - Hirtshals à partir de l'automne. Le navire est cependant rapidement revendu à une autre compagnie norvégienne, Color Line, en décembre 1990.

#### Color Line (1991-2008)

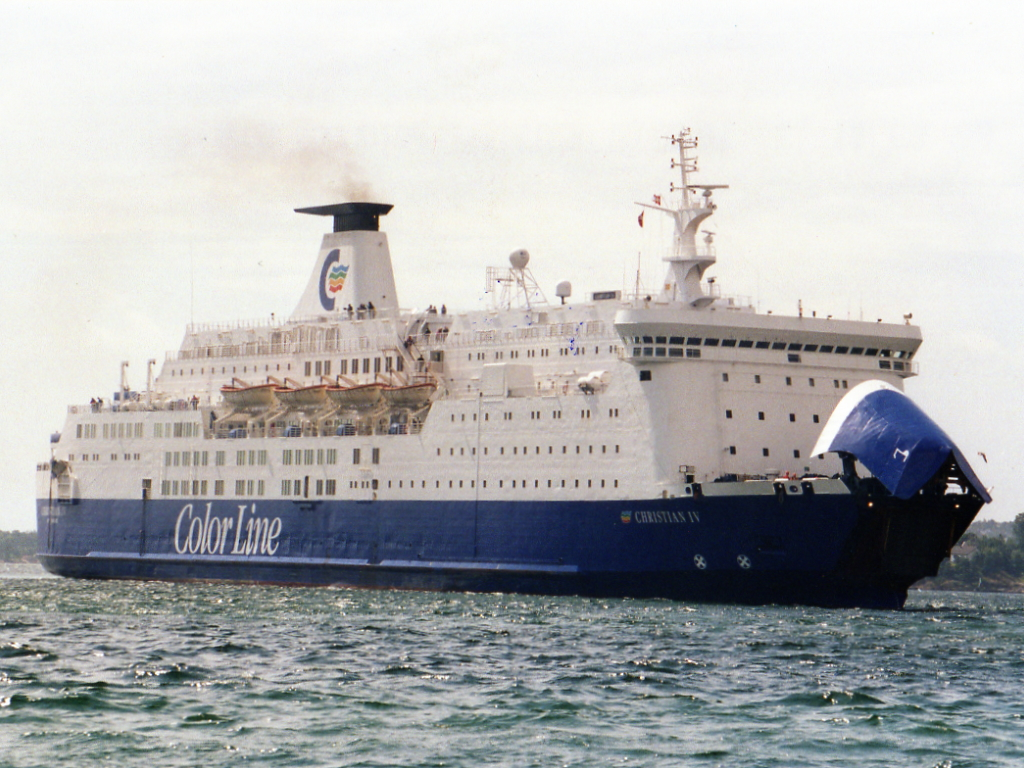
Le Christian IV à Kristiansand.

Renommé Christian IV puis passé sous les couleurs de son nouvel armateur, le navire reste néanmoins exploité sur les lignes entre la Norvège et le Danemark. Il naviguera exceptionnellement vers l'Allemagne durant le mois de mars 1995. En janvier 1999, le car-ferry subit une transformation aux chantiers danois Fredericia Værft consistant en l'ajout d'un bloc supplémentaire sur le pont 7 permettant l'agrandissement du bar et l'installation d'un nouveau pub, un centre de conférence est également ajouté dans les locaux déjà existants. Des travaux de modernisation des locaux seront effectués en janvier 2005 aux chantiers Remontowa de Gdańsk,. En 2008, le Christian IV est remplacé par le nouveau Superspeed 1, il réalise sa dernière traversée entre Kristiansand et Hirtshals le 10 mars puis est désarmé à Sandefjord. Il sert brièvement sur la ligne Larvik - Hirtshals entre avril et juin 2008 puis est vendu à la société finlandaise Stella Lines.

#### Stella Lines (2008-2009)

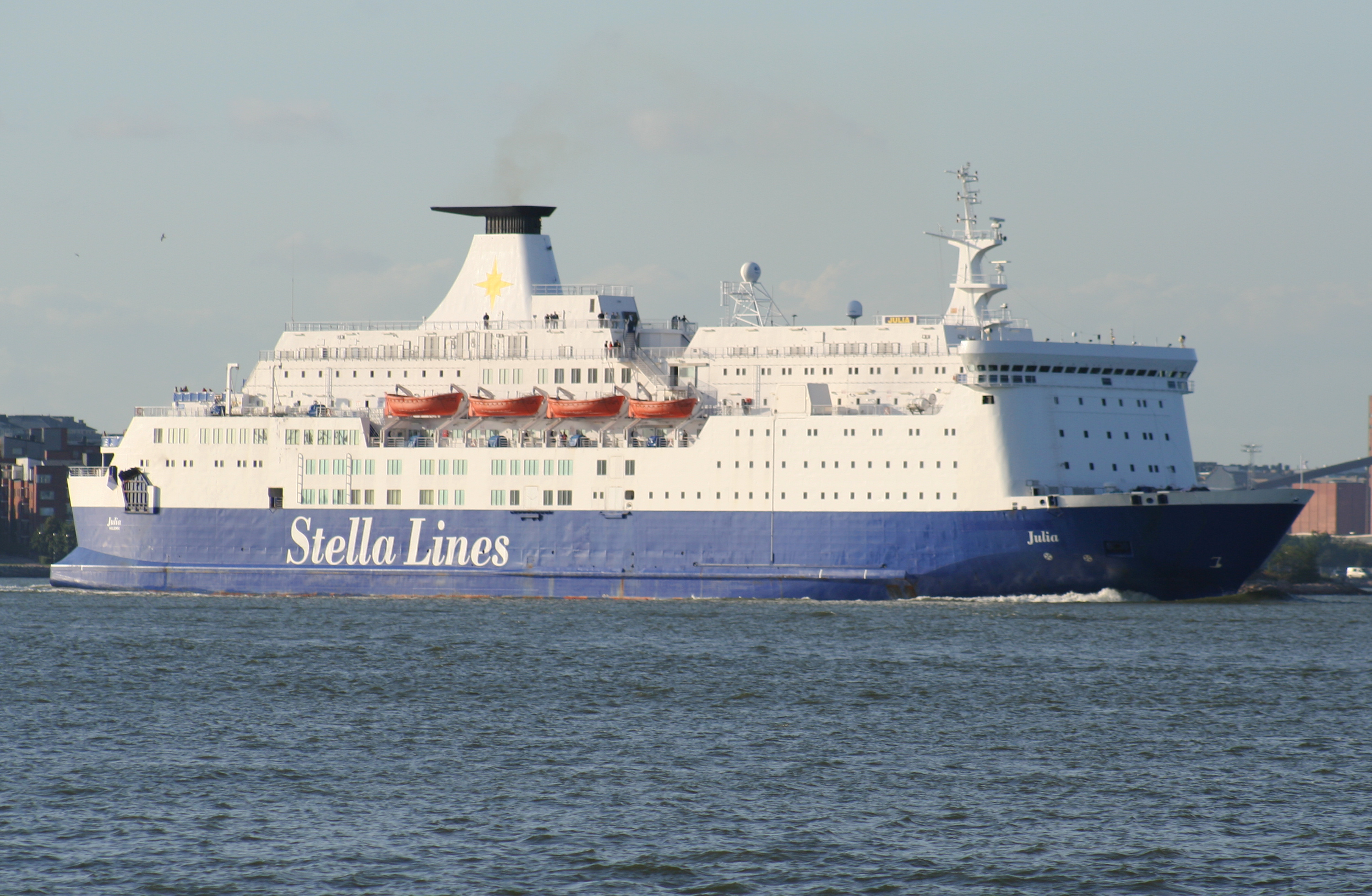
Le Julia sous les couleurs de Stella Lines.

Le navire est livré à son nouvel armateur en juillet 2008 et renommé Julia. Il quitte la Norvège le 4 juillet pour rejoindre Helsinki. Il est mis en service le 1er août entre Helsinki et Saint-Pétersbourg. La ligne est cependant peu rentable, en effet, peu de passagers l'empruntent à cause de la législation russe obligeant l'obtention d'un visa pour l'entrée sur le territoire. Par ailleurs, des restrictions émanant du port d'Helsinki empêchent la compagnie d'acheminer du fret depuis la Russie. En septembre, la Douma adopte une loi autorisant les passagers voyageant par ferries à se rendre en Russie durant 72 heures sans visa.
En dépit de cette loi, la croissance se révèle décevante et la ligne peine à être rentabilisée. La crise économique de 2008 et le coût élevé du port de Saint-Pétersbourg mettent un terme à la ligne. Stella Lines étant en situation de faillite, le Julia est désarmé à Kotka en novembre 2008. Mis en vente, il ne sera acquis qu'en septembre 2009 par la jeune compagnie irlandaise Fastnet Lines.

#### Fastnet Lines (2009-2012)
Le Julia quitte la Finlande le 17 septembre 2009 pour rejoindre Swansea au Pays de Galles où il est transformé. Il passe sous pavillon des Bermudes mais conserve son nom. Il est ensuite mis en service le 10 mars 2010 entre Swansea et Cork. Cependant, à l'instar de Stella Lines, la compagnie Fastnet connaît elle aussi des problèmes financiers et le service est interrompu en novembre 2011. La société est dissoute l'année suivante et le Julia est revendu pour 5 millions d'euros à C-Bed, une société néerlandaise spécialisée dans les hôtels flottants.

#### C-Bed (2012-2015)
Rebaptisé Wind Perfection, le navire quitte l'Irlande le 28 avril 2012 pour rejoindre Odense au Danemark. Il y est reconverti en hôtel flottant et sa coque est repeinte en noir. Une fois les transformations achevées, le Wind Perfection rejoint Grenå le 24 novembre. Il remplit par la suite son nouveau rôle jusqu'au 2 novembre 2015, il quitte alors Grenå et retourne à Odense pour y subir des travaux. Il est ensuite vendu le mois suivant à l'armateur italien Moby Lines.

#### Moby Lines (2015-2025)

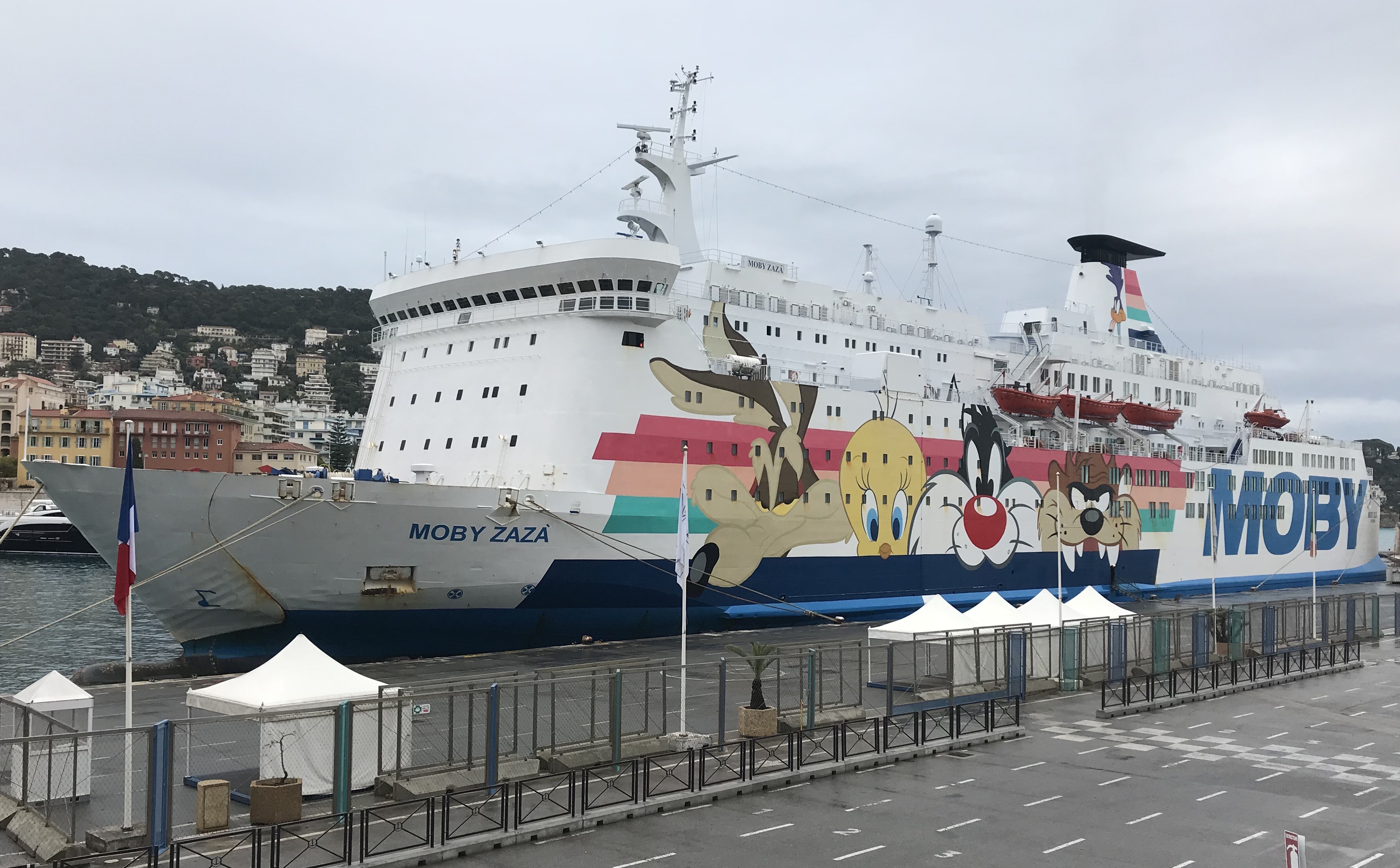
Le Moby Zazà à Nice.

Le 17 décembre 2015, le car-ferry est renommé Moby Zazà. Il quitte le Danemark le 19 pour rejoindre Naples. Il passe ensuite en carénage afin d'être transformé. Comme le veut la tradition depuis 2004 au sein de Moby, la coque du navire est décorée avec des personnages issus des Looney Tunes.
Le navire est mis en service le 1er juin 2016 entre Nice et Bastia, toute nouvelle ligne de l'armateur italien. Le service est cependant interrompu de façon brutale le 13 août lorsqu'un incendie dû à un problème électrique se déclare dans la salle des machines alors que le car-ferry est accosté à Nice. Le sinistre est maîtrisé par les sapeurs-pompiers mais les dégâts conduisent à l'immobilisation du navire. Le 16 août, le Moby Zazà quitte Nice en remorque du Maria Onorato, envoyé directement par l'armateur. Il retourne en cale sèche à Naples afin d'être remis en état. La ligne Nice - Bastia ne sera, quant à elle, rouverte qu'en décembre à l'aide du Moby Corse.
Les travaux de remise en état se poursuivent jusqu'en juin 2017. En raison de l'affectation du nouveau Moby Dada sur la ligne au départ de Nice, le Moby Zazà est transféré à titre principal entre Gênes et Bastia en sus du Moby Corse, permettant de proposer deux rotations quotidiennes sur cette ligne. Reconduit sur ce même axe pour l'été 2018, il dessert également la Corse depuis Livourne à quelques occasions. Il est cependant immobilisé quelque temps en juillet en raison d'une avarie au niveau de ses machines. À l'issue de la saison, il est de nouveau affecté sur Nice. Le matin du 6 janvier 2019, le Moby Zazà achève la dernière traversée de Moby entre Bastia et Nice avant la fermeture de la ligne. Le navire est ensuite désarmé à Gênes jusqu'au printemps avant de reprendre ses traversées saisonnières entre Gênes et Bastia.
À compter du mois de mai 2020, le navire est affrété par les autorités italiennes afin de servir de centre de quarantaine afin d'isoler les clandestins arrivant en Sicile depuis la côte libyenne dans le contexte de la pandémie de Covid-19. Le car-ferry rejoint à cet effet Porto Empedocle, au sud-ouest de l'île, le 10 mai. C'est dans ce cadre que le 23 mai vers 4h, un migrant tunisien de 28 ans confiné à bord du Moby Zazà se jette par-dessus bord alors que le navire se trouve au mouillage au large de Porto Empedocle. Muni d'un gilet de sauvetage, l'homme qui tentait de s'échapper et de rejoindre la côte trouvera cependant la mort en raison de l'état de la mer ce soir là avec notamment des vagues atteignant jusqu'à deux mètres de haut. Devant les incertitudes pesant sur la reprise normale du trafic sur les liaisons entre l'Italie et la Corse, le navire ne reprendra ses traversées qu'au mois d'août.
Au cours de l'été 2021, le Moby Zazà est affecté sur la ligne de la compagnie Tirrenia reliant Civitavecchia à Cagliari au sud de la Sardaigne. Son exploitation sera marquée à plusieurs reprises par des problèmes techniques qui entraîneront des retards à répétition. Au mois de septembre, le navire cesse de naviguer sur cet axe en raison de la perte de la concession de l'État italien par Tirrenia au profit du concurrent Grimaldi Lines. En conséquence, le Moby Zazà est désarmé à Livourne.
Alors que le car-ferry était initialement programmé sur ses rotations habituelles entre Gênes et Bastia pour la saison estivale 2022, Moby Lines décidera finalement d'employer le Moby Dada sur cette liaison. Ainsi, le Moby Zazà est annoncé en mai comme étant affrété par la compagnie espagnole Baleària. Après avoir brièvement navigué entre Gênes et Bastia à l'occasion de la réouverture de la ligne au printemps, le navire effectue un court arrêt aux chantiers de Gênes durant lequel les logos de Baleària sont ajoutés sur la cheminée et la livrée à l'effigie des Looney Tunes effacée de ses flancs. Le navire quitte ensuite l'Italie le 22 juin pour rejoindre l'Espagne. Au cours de l'été, il navigue alors sur différentes liaisons de la compagnie espagnole à destination des îles Baléares ou de l'Algérie et effectue également des traversées entre la France et le Maroc. À l'issue de la saison estivale, il inaugure le 2 octobre une liaison inédite de Baleària entre Almeria et Nador. Le 21 novembre, la charte d'affrètement arrive à son terme et le Moby Zazà rejoint Livourne afin d'y être désarmé.
Au début de l'année 2023, le navire est une nouvelle fois affrété, cette fois-ci par la compagnie SNAV afin de naviguer entre l'Italie et la Croatie. Après avoir rejoint la mer Adriatique au début du mois d'avril, le car-ferry commence ses rotations entre Ancône et Split le 5 de ce mois-ci,. Désarmé au mois d'octobre à l'issue de la saison d'été, il reprend du service sur la même ligne à compter du 6 décembre sous affrètement par la compagnie croate Jadrolinija afin de remplacer le navire Marko Polo durant son arrêt technique.
En janvier 2024, Moby Lines prend la décision de réintégrer le Moby Zazà au sein de la flotte afin de l'exploiter sur les traversées saisonnières entre Livourne et Bastia en remplacement du Moby Vincent. Dès son retour de Croatie au mois de mai, le navire est repeint aux couleurs de Moby et se voit paré d'une nouvelle livrée évoquant les paysages du littoral corse réalisée par l'étudiante Alexia de La Foata et sélectionnée à la suite d'un concours organisé au sein de l'école SupDesign d'Ajaccio. Le 30 mai, le ferry arrive à Bastia pour la première fois sous ses nouvelles couleurs. 
Désarmé pour la basse saison à partir de la mi-octobre, le Moby Zazà reprendra cependant exceptionnellement du service à partir de novembre 2024 entre Golfo Aranci et Porto-Vecchio, ligne de substitution reliant la Sardaigne et la Corse et mise en place par Moby Lines afin de pallier l'indisponibilité du Giraglia, victime d'une énième avarie. Le 7 mars 2025, il navire arrive à Golfo Aranci et achève sa dernière rotation pour le compte de Moby Lines. Après avoir quitté la Sardaigne le 9 mars, il est désarmé à Livourne puis finalement cédé le 27 mars à la société Atlantis Maritime SA basée aux Îles Marshall où il sera utilisé comme hôtel flottant.  
Atlantis Maritime (Depuis 2025)
Le 17 mai 2025 aux alentours de 19h15 , le navire quitte pour la dernière fois Livourne à destination de Port-Saïd afin d'y être ravitaillé en carburant afin de conclure son voyage à Singapour.

## Aménagements
Le Zazà possède 11 ponts. La totalité des ponts 6 et 7 ainsi qu'une partie du pont 5 sont dédiés aux passagers tandis que l'équipage occupe essentiellement les ponts 8 et 9. Le garage occupe quant à lui les ponts 3 et 4 ainsi que l'arrière du pont 5.

### Locaux communs
À sa mise en service, l‘Olau Britannia proposait à ses passagers des installations de qualité : un bar-salon sur le pont 7 situé à l'arrière, un restaurant à la carte, un restaurant buffet et un self-service sur le pont 6, une vaste galerie marchande hors taxe sur le pont 5, un vidéo-cinéma sur le pont 9 et un sauna et une piscine intérieure sur le pont 2, sous les garages.
Au cours de sa carrière sous pavillon norvégien, le navire conserve la plupart de ses installations d'origine et certaines sont modifiées, comme l'espace destiné aux séminaires, qui est réorganisé. Un casino est également ajouté au pont 7, non loin du bar-salon.
En 1999, le bar et le casino sont agrandis et un pub irlandais est ajouté. De nouveaux espaces de restaurations voient le jour, comme une trattoria d'inspiration italienne et un grill sur le pont 7.
Lors des services successifs pour Stella Lines, Fastnet Lines et C-Bed, les installations semblent ne pas avoir été modifiées.
Après son rachat par Moby Lines, les aménagements du navire conservent pour la plupart leur disposition mais leur décoration est profondément modifiée afin d'être adaptée aux standards de la compagnie. Le casino, la piscine et le sauna sont cependant fermés ainsi que le cinéma et une partie de la galerie marchande. Le pub est agrandi et une pizzeria remplace la trattoria.

### Cabines
Au début de sa carrière, le car-ferry disposait de 340 cabines, majoritairement situées à l'avant du navire, sur les ponts 5, 6 et 7. Des cabines étaient également présentes sur les ponts 2 et 1. Ces cabines, extérieures ou intérieures peuvent accueillir deux à quatre personnes et sont pourvues de sanitaires complets. Quelques suites se trouvent sur le pont 7.
En 2016, les cabines des ponts inférieurs sont annexées aux locaux de l'équipage lors des travaux de rénovations entrepris par Moby, réduisant le nombre à 300 mais améliorant de ce fait le standing du navire.

## Caractéristiques
Le Zazà mesure 153,40 m de long pour 24,24 m m de large, son tonnage est de 22 161 UMS. À l'origine, le navire jaugeait 15 064 UMS, le tonnage a été augmenté durant une refonte en 1999. Le car-ferry peut embarquer 2 050 passagers et possède un garage pouvant accueillir 530 véhicules répartis sur deux niveaux. Le garage est accessible par deux portes rampes situées à la poupe et une porte rampe avant. La propulsion du Zazà est assurée par quatre moteurs diesels Pielstick 8PC2-5L 400 développant une puissance de 15 300 kW entrainant deux hélices faisant filer le bâtiment à une vitesse de 20 nœuds. Il semblerait cependant que les machines du navire aient été modifiées lors des réparations du navire après son grave incendie survenu en 2016, de nouveaux moteurs dont le modèle est pour l'instant inconnu auraient été installés par l'entreprise finlandaise Wärtsilä. Le car-ferry possédait, à l'origine, huit embarcations de sauvetage de taille moyenne, quatre étaient situées de chaque côté. Au fil des années, le nombre des embarcations a été revu à la baisse, d'abord en 1999 avec l'ajout du nouveau bloc entraînant la suppression de deux d'entre elles puis en 2012 où deux autres sont supprimées. Ces embarcations sont complétées par deux autres plus petites situées également de chaque côtés et plusieurs radeaux de sauvetage. Le navire est entre autres doté de deux propulseurs d'étrave facilitant les manœuvres d'accostage et d'appareillage.

## Lignes desservies
De 1982 à 1990 pour le compte d'Olau Line, le navire était positionné entre Sheerness et Flessingue sous le nom d‘Olau Britannia.
Vendu à Fred. Olsen & Co., le car-ferry sert sur les lignes Kristiansand - Hirtshals et Oslo - Hirtshals de mai à décembre 1990 sous le nom de Bayard.
Il est ensuite rapidement revendu à Color Line en 1991 et renommé Christian IV. Il conserve dans un premier temps son affectation entre Kristiansand et Hirtshals et assure pendant quelques jours la liaison entre Moss et Kiel. À la fin de sa carrière sous pavillon norvégien, il est transféré entre Larvik et Hirtshals d'avril à juin 2008.
À partir de 2008, il est vendu à Stella Lines et navigue entre Helsinki et Saint-Pétersbourg sous le nom de Julia, la ligne est cependant rapidement interrompue à cause des problèmes financiers de l'armateur.
Repris en 2009 par Fastnet Lines, il est affecté l'année suivante entre Swansea et Cork, mais là aussi, les difficultés financières de l'armateur conduisent à l'interruption du service.
Le navire connaîtra une grande période d'inactivité entre 2011 et 2016, ayant été reconverti en hôtel flottant par la société C-Bed.
Racheté par Moby Lines, le car-ferry est renommé Moby Zazà et affecté à partir de juin 2016 aux lignes Nice - Bastia et Gênes - Bastia durant la période estivale. Bien que son service ait été brutalement interrompu à la suite d'un grave incendie à bord en août, le navire est réparé puis affecté entre Gênes et Bastia la saison suivante. Il retourne ensuite sur la ligne de Nice durant l'hiver à raison d'une traversée par semaine. Lors de l'été 2018, il retrouve la ligne de Gênes mais sert également sur Livourne - Bastia.
Durant son affrêtement par Baleària, le Moby Zazà est affecté aux lignes entre Valence et l'Algérie et à la desserte d'Ibiza.
Durant son affrêtement par la SNAV, le navire dessert Split au départ d'Ancône.
Durant son affrêtement par Jadrolinija, le navire dessert Split au départ d'Ancône.
Depuis mai 2024, le navire dessert de nouveau la Corse sous les couleurs de Moby Lines entre Livourne et Bastia.
En novembre 2024, le navire effectue la liaison corso-sarde entre Porto-Vecchio et Golfo Aranci en substitution de la ligne Bonifacio - Santa Teresa di Gallura, interrompue le temps de la réparation du navire Giraglia.